# Premi Goya 2019
La cerimonia di premiazione della 33ª edizione dei Premi Goya ha avuto luogo il 2 febbraio 2019 al Palacio de Congresos y Exposiciones di Siviglia,  presentata dai comici Silvia Abril e Andreu Buenafuente.
Le candidature sono state annunciate il 12 dicembre 2018 nella sede dell'Academia de las Artes y las Ciencias Cinematográficas de España da Paco León e Rossy de Palma; il film che ha ricevuto più candidature è stato Il regno di Rodrigo Sorogoyen con 13 candidature, seguito da Non ci resta che vincere di Javier Fesser con 11 candidature.

## Vincitori e candidati
I vincitori sono indicati in grassetto, a seguire gli altri candidati. Sono indicati i titoli italiani; tra parentesi il titolo originale del film.

### Miglior film
- Non ci resta che vincere (Campeones), regia di Javier Fesser
- Carmen y Lola, regia di Arantxa Echevarría
- Il regno (El reino), regia di Rodrigo Sorogoyen
- Entre dos aguas, regia di Isaki Lacuesta
- Tutti lo sanno (Todos lo saben), regia di Asghar Farhadi

### Miglior regista

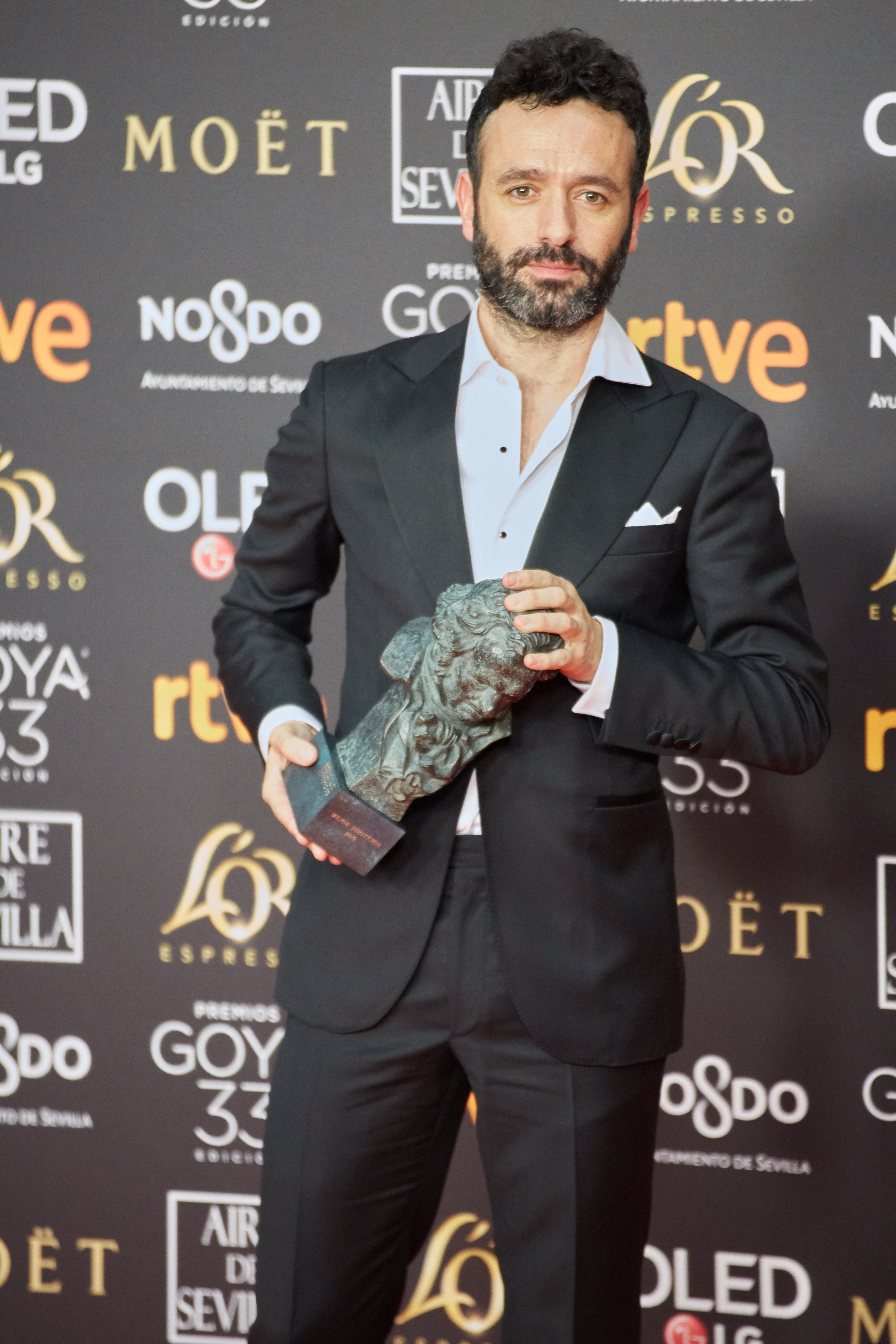
Rodrigo Sorogoyen con il premio per il miglior regista

- Rodrigo Sorogoyen - Il regno (El reino)
- Javier Fesser - Non ci resta che vincere (Campeones)
- Isaki Lacuesta - Entre dos aguas
- Asghar Farhadi - Tutti lo sanno (Todos lo saben)

### Miglior attore protagonista
- Antonio de la Torre - Il regno (El reino)
- Javier Gutiérrez - Non ci resta che vincere (Campeones)
- Javier Bardem - Tutti lo sanno (Todos lo saben)
- José Coronado - Tuo figlio (Tu hijo)

### Miglior attrice protagonista
- Susi Sánchez - La enfermedad del domingo
- Najwa Nimri - Quién te cantará
- Penélope Cruz - Tutti lo sanno (Todos lo saben)
- Lola Dueñas - Viaje al cuarto de una madre

### Miglior attore non protagonista
- Luis Zahera - Il regno (El reino)
- Juan Margallo - Non ci resta che vincere (Campeones)
- Antonio de la Torre - Una notte di 12 anni (La noche de 12 años)
- Eduard Fernández - Tutti lo sanno (Todos lo saben)

### Migliore attrice non protagonista
- Carolina Yuste - Carmen y Lola
- Ana Wagener - Il regno (El reino)
- Natalia de Molina - Quién te cantará
- Anna Castillo - Viaje al cuarto de una madre

### Miglior regista esordiente
- Arantxa Echevarría - Carmen y Lola
- Andrea Jaurrieta - Ana de día
- Cesar Esteban Alenda e José Esteban Alenda - Sin fín
- Celia Rico - Viaje al cuarto de una madre

### Miglior attore rivelazione

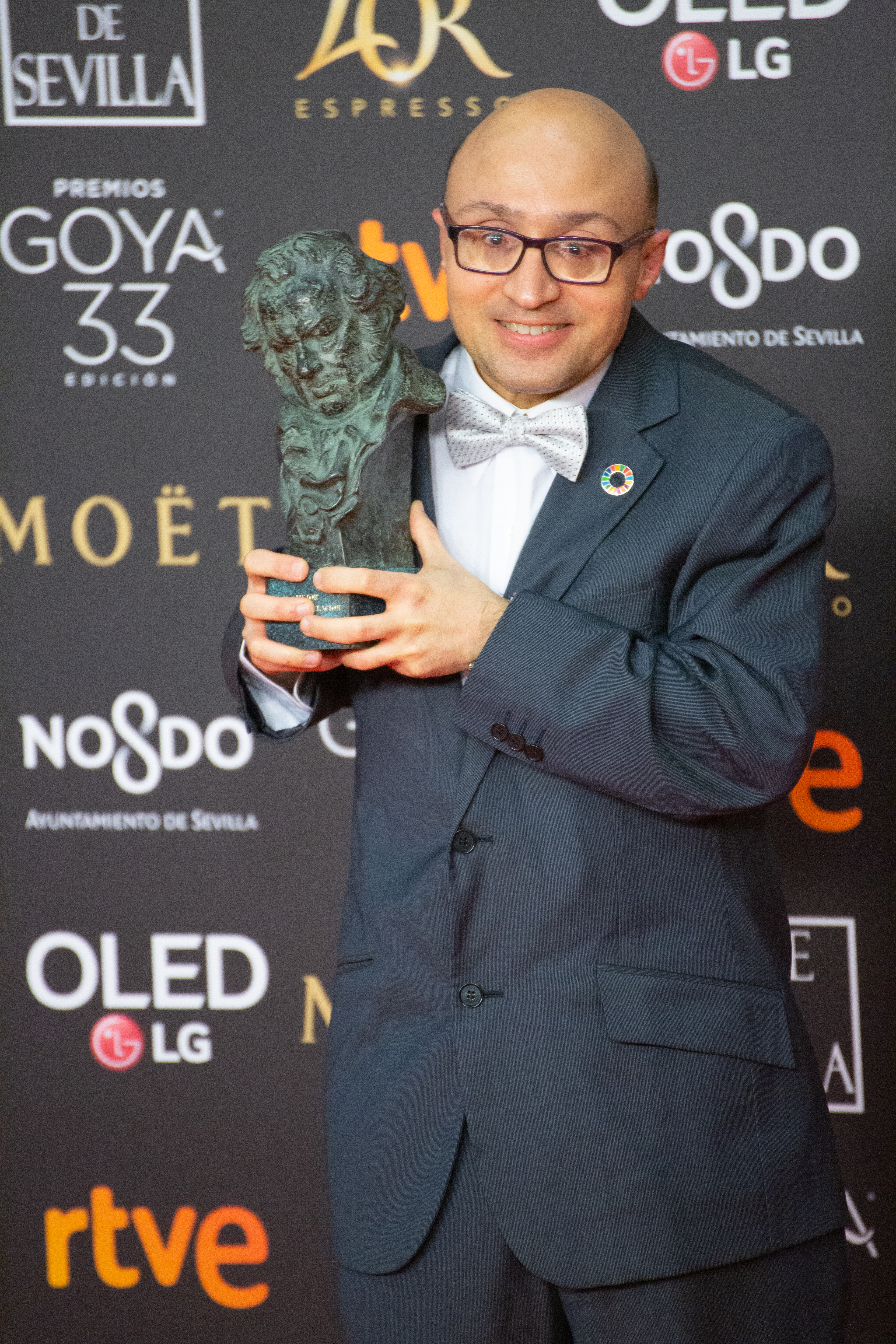
Jesús Vidal, vincitore del premio per il miglior attore rivelazione

- Jesús Vidal - Non ci resta che vincere (Campeones)
- Moreno Borja - Carmen y Lola
- Francisco Reyes - Il regno (El reino)
- Carlos Acosta - Yuli - Danza e libertà (Yuli)

### Migliore attrice rivelazione
- Eva Llorach - Quién te cantará
- Gloria Ramos - Non ci resta che vincere (Campeones)
- Rosy Rodríguez - Carmen y Lola
- Zaira Romero - Carmen y Lola

### Miglior sceneggiatura originale
- Isabel Peña e Rodrigo Sorogoyen - Il regno (El reino)
- David Marqués e Javier Fesser - Non ci resta che vincere (Campeones)
- Arantxa Echevarría - Carmen y Lola
- Asghar Farhadi - Tutti lo sanno (Todos lo saben)

### Miglior sceneggiatura non originale
- Álvaro Brechner - Una notte di 12 anni (La noche de 12 años)
- Marta Sofía Martins e Natxo López - Jefe
- Borja Cobeaga e Diego San José Castellano - Superlópez
- Paul Laverty - Yuli - Danza e libertà (Yuli)

### Miglior produzione
- Yousaf Bokhari - L'uomo che uccise Don Chisciotte (The Man Who Killed Don Quixote)
- Luis Fernández Lago - Non ci resta che vincere (Campeones)
- Eduard Vallès y Hanga Kurucz - Il fotografo di Mauthausen (El fotógrafo de Mauthausen)
- Iñaki Ros - Il regno (El reino)

### Miglior fotografia
- Josu Incháustegui - Gun City (La sombra de la ley)
- Alejandro de Pablo - Il regno (El reino)
- Eduard Grau - Quién te cantará
- Álex Catalán - Yuli - Danza e libertà (Yuli)

### Miglior montaggio
- Alberto del Campo - Il regno (El reino)
- Javier Fesser - Non ci resta che vincere (Campeones)
- Hayedeh Safiyari - Tutti lo sanno (Todos lo saben)
- Fernando Franco - Viaje al cuarto de una madre

### Miglior colonna sonora
- Olivier Arson - Il regno (El reino)
- Iván Palomares - En las estrellas
- Manuel Riveiro e Xavi Font - Gun City (La sombra de la ley)
- Alberto Iglesias - Yuli - Danza e libertà (Yuli)

### Miglior canzone
- Este es el momento - Non ci resta che vincere (Campeones)
- Me vas a extrañar - Carmen y Lola
- Tarde azul de abril - L'uomo che uccise Don Chisciotte (The Man Who Killed Don Quixote)
- Una de esas noches sin final - Tutti lo sanno (Todos lo saben)

### Miglior scenografia
- Juan Pedro de Gaspar - Gun City (La sombra de la ley)
- Rosa Ros - Il fotografo di Mauthausen (El fotógrafo de Mauthausen)
- Benjamín Fernández - L'uomo che uccise Don Chisciotte (The Man Who Killed Don Quixote)
- Balter Gallart  - Superlópez

### Migliori costumi
- Clara Bilbao - Gun City (La sombra de la ley)
- Mercè Paloma - Il fotografo di Mauthausen (El fotógrafo de Mauthausen)
- Lena Mossum - L'uomo che uccise Don Chisciotte (The Man Who Killed Don Quixote)
- Ana López Cobos - Quién te cantará

### Miglior trucco e/o acconciatura
- Sylvie Imbert, Amparo Sánchez e Pablo Perona - L'uomo che uccise Don Chisciotte (The Man Who Killed Don Quixote)
- Caitlin Acheson, Jesús Martos e Pablo Perona - Il fotografo di Mauthausen (El fotógrafo de Mauthausen)
- Raquel Fidalgo, Noé Montes e Alberto Hortas - Gun City (La sombra de la ley)
- Rafael Mora e Anabel Beato - Quién te cantará

### Miglior sonoro
- Roberto Fernández e Alfonso Raposo - Il regno (El reino)
- Arman Ciudad, Charly Schmukler e Alfonso Raposo - Non ci resta che vincere (Campeones)
- Daniel de Zayas, Eduardo Castro e Mario González - Quién te cantará
- Eva Valiño, Pelayo Gutiérrez e Alberto Ovejero - Yuli - Danza e libertà (Yuli)

### Migliori effetti speciali
- Lluís Rivera e Laura Pedro - Superlópez
- Óscar Abades e Helmuth Barnert - Il regno (El reino)
- Jon Serrano e David Heras - Errementari - Il fabbro e il diavolo (El herrero y el Diablo)
- Lluís Rivera e Félix Bergés - Gun City (La sombra de la ley)

### Miglior film d'animazione
- Un día más con vida
- Azahar
- Bikes The Movie
- Memorias de un hombre en pijama

### Miglior documentario
- El silencio de otros
- Apuntes para una película de atracos
- Camarón: flamenco y revolución
- Desenterrando Sad Hill

### Miglior film europeo
- Cold War (Zimna wojna), regia di Paweł Pawlikowski
- Il filo nascosto (Phantom Thread), regia di Paul Thomas Anderson
- Girl, regia di Lukas Dhont
- The Party, regia di Sally Potter

### Miglior film straniero in lingua spagnola
- Roma, regia di Alfonso Cuarón (Messico)
- L'angelo del crimine (El ángel), regia di Luis Ortega (Argentina)
- Una notte di 12 anni (La noche de 12 años), regia di Álvaro Brechner (Uruguay)
- Los perros, regia di Marcela Said (Cile)

### Miglior cortometraggio di finzione
- Cerdita - Carlota Pereda
- 9 pasos - Marisa Crespo e Moisés Romera
- Bailaora - Rubin Stein
- El niño que quería volar - Jorge Muriel
- Matria - Álvaro Gago

### Miglior cortometraggio documentario
- Gaza - Carles Bover Martínez e Julio Pérez del Campo
- El tesoro - Marisa Lafuente e Néstor Del Castillo
- Kyoko Joan Bover e Marcos Cabotá
- Wan Xia. La última luz del atardecer - Silvia Rey Canudo

### Miglior cortometraggio d'animazione
- Cazatalentos - José Herrera
- El olvido - Cristina Vaello e Xenia Grey
- I Wish... - Víctor L. Pinel
- Soy una tumba - Khris Cembe

### Premio Goya alla carriera

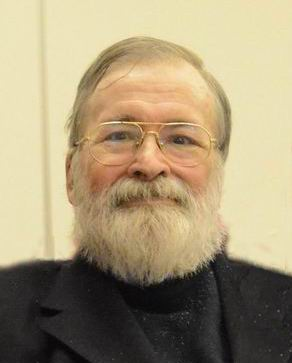
Narciso Ibáñez Serrador

- Narciso Ibáñez Serrador